# Verleitung eines Untergebenen zu einer Straftat
Das Verleiten von Untergebenen zu einer Straftat ist ein Straftatbestand (Vergehen), der in § 357 StGB geregelt ist. Es stuft die Teilnahmehandlungen des Vorgesetzten zu selbständigen Eigentaten auf (sog. Konnivenz).

## Strafgrund
Geschützt werden soll – jedenfalls nach überwiegender Ansicht – zweierlei. Einmal das durch die Haupttat angegriffene Rechtsgut und zweitens das Vertrauen der Allgemeinheit in das Verwaltungshandeln.

## Tatobjekt und Tathandlung
Zur Verwirklichung des Straftatbestandes braucht es zunächst einen Amtsträger. Dieser muss dann entweder einen Untergebenen zu einer rechtswidrigen Tat im Amt verleiten bzw. dieses zumindest unternehmen (versuchen), oder eine solche Straftat geschehen lassen. Auch der Untergebene muss nach herrschender Ansicht Amtsträger sein. Begründet wird dies damit, dass Gleichheit zwischen Absatz 1 und Absatz 2, der die Strafbarkeit auf übertragene Kontrolle und Aufsicht für Dienstgeschäfte erweitert, herrschen soll. Außerdem liege dies angesichts des Wortlautes nahe. Allerdings soll es nicht ausreichen, wenn die Tat lediglich bei „Gelegenheit“ der Amtsausübung begangen wird. So jedenfalls der Bundesgerichtshof im Fall von nicht betriebsbezogener Duldung von Mobbing. Verleitet wird jemand, wenn er angestiftet wird. Genauso aber auch, wenn der Untergebene zu einer Handlung, die er ohne Vorsatz begeht, veranlasst wird. Die Gleichstellung des Unternehmens führt dabei in der Konsequenz dazu, dass die versuchte Anstiftung zu einem Vergehen strafbar wird, was sonst nicht der Fall wäre (§ 30 Absatz 1 StGB). Die Unternehmensstrafbarkeit wird dabei von der herrschenden Meinung auch auf die Aufsichts- und Kontrollbeamte des § 357 Absatz 2 StGB ausgedehnt. Angesichts des Wortlautes in § 357 Absatz 2 StGB („begangene rechtswidrige Tat“) wird dies aber durchaus kritisch hinterfragt. Geschehen lassen liegt vor, wenn trotz der Möglichkeit des Einschreitens, nicht gehandelt wird, so dass das Untätig bleiben als Beihilfe darstellt (genauso erfasst ist die aktive Beihilfe). Die Tathandlung muss vorsätzlich erfolgen, bedingter Vorsatz genügt allerdings.
Milderungsmöglichkeiten nach den allgemeinen Regeln sollen dabei nach neuerer Rechtsprechung nicht abgeschnitten werden.

## Strafrahmen und Prozessuales
Der Strafrahmen richtet sich nach der Haupttat.
Es handelt sich um ein Offizialdelikt. Ein Strafantrag ist nicht erforderlich.

## Geschichte und kriminalpolitische Bedeutung
Ursprünglich geht der Paragraf auf das Allgemeine Preußische Landrecht von 1794 zurück. Danach ging sie, um das Merkmal der versuchten Verleitung erweitert, in § 330 des Preußischen Strafgesetzbuches von 1851 und dann im Reichsstrafgesetzbuch von 1871 auf. Die heutige Fassung wurde wörtlich nahezu übernommen.
Da § 357 StGB in der Polizeilichen Kriminalstatistik nicht ausgewiesen werden, ist die Zahl der Ermittlungen unklar. Allerdings ergibt sich aus der Strafvollzugsstatistik eine konstant sehr geringe Anzahl an Verurteilungen (auszugsweise etwa 2006 zwei, 2014 zwei und 2015 eine).

## Kritik an der Vorschrift
Kritisiert wird, dass kein besonderes Bedürfnis bestehe, da ohnehin die meisten Taten nach den Regeln der Teilnahme strafbar wären. Zudem komme ihr auch schon historisch keine besondere Bedeutung zu. Auch der Gesetzgeber dachte über eine Streichung nach, schob aber die Frage hierüber mit dem Argument, dass man über die Entbehrlichkeit und eine Streichung auch später noch nachdenken könne, hinaus. Auch wird kritisiert, dass sich der Paragraf nicht widerspruchsfrei mit der gegenwärtigen Strafrechtsdogmatik zusammenbringen lasse. Teilweise wird allerdings auch gefordert, dass der Tatbestand an „weisungsberechtigte Vorgesetzte in Wirtschaftsunternehmen“ angepasst und damit erweitert werden müsse. Weitgehende Einigkeit besteht nur darin, dass der Paragraf die letzten 40 Jahre bedeutungslos war.